# Бач-Кишкун (жупанија)
Жупанија Бач-Кишкун (мађ. Bács-Kiskun megye) је једна од жупанија региона великих равница и северне мађарске у Мађарској, налази се у јужном делу регије велике јужне равнице.
Жупанија Бач-Кишкун је омеђена са рекама Дунав и Тиса, а своје границе дели са Србијом и мађарским жупанијама Пешта, Јас-Нађкун-Солнок, Чонград, Барања, Толна и Фејер. Површина жупаније је 8.445,15 km² што је чини највећом од свих мађарских жупанија. Седиште жупаније је град Кечкемет.

## Природне одлике
Жупанија се налази у пределу панонске низије. Простор жупаније је равничарски, па разлика између највише и најниже тачке износи само 80 m. Жупанија је позната у Европи по својој природној лепоти (националном парку Кишкуншаг).
Највећи водени токови су реке Дунав и Тиса. Највећа језера жупаније су језера Селид и Вадкерт

## Историја
Жупанија Бач-Кишкун је по површини највећа жупанија у држави. Разлог овоме је спајање више ранијих жупанија после Другог светског рата. Тада су спојеле бивше жупаније Пешт-Пилиш-Шолт-Кишкун и жупаније Бач-Бодрог. Име Бач потиче од имена тврђаве и града Бач, који се данас налази у Војводини (Србија). У оквиру жупаније остао је крајње северни део Бачке око града Баје. Кишкун је име за историјско подручје Мала Куманија, где су живели, а и данас их има који чувају традиције, Кумани.

## Становништво
И поред позитивног прираштаја број становника жупаније се смањује. Становништво је етнички скоро хомогено, јер већину 94.1%, чине мађари, а остатак су Хрвати и Немци, највише у насељима Хајош и Баја.
У жупанији су римокатолици у већини (65,3%), док има и доста калвиниста (11%). Остатак су атеисти, као и малобројне верске заједнице.

### Срезови жупаније
Бачко-кишкунски округ има 1 градски округ, 21 град, 7 великих села и 90 села.
Срезови у жупанији Бач-Кишкун са основним статистичким подацима:
| Налажење на мапи | Име котара       | Седиште         | Површина (km²) | Број становника (1. јануар 2007) | Број насеља |
| ---------------- | ---------------- | --------------- | -------------- | -------------------------------- | ----------- |
| 10               | Бачалмашки       | Бачалмаш        | 381,09         | 17.698                           | 8           |
| 8                | Бајски           | Баја            | 1190,79        | 75.406                           | 20          |
| 7                | Јаношхалмски     | Јаношхалма      | 399,10         | 16.967                           | 4           |
| 3                | Калочки          | Калоча          | 1029,13        | 54.263                           | 20          |
| 2                | Кечкеметски      | Кечкемет        | 1483,08        | 170.554                          | 18          |
| 4                | Кишкерешки       | Кишкереш        | 1130,33        | 57.150                           | 15          |
| 6                | Кишкунфелеђхашки | Кишкунфелеђхаза | 717,51         | 46.741                           | 9           |
| 9                | Кишкунхалашки    | Кишкунхалаш     | 826,34         | 45.999                           | 9           |
| 5                | Кишкунмајшки     | Кишкунмајша     | 485,15         | 20.082                           | 6           |
| 1                | Кунсентмиклошки  | Кунсентмиклош   | 802,81         | 31.430                           | 10          |

### Срезски градови
- Кечкемет Kecskemét, (110.316) (седиште)

### Градови-општине
(Ред списка је направљен по опадајућем низу броја становника датог места, попис је из 2001. године, курзивним текстом су написана матични називи на мађарском језику), а у заградама је број становника.
| - Баја - Бачалмаш - Дунавече - Јаношхалма - Исак - Калоча - Керекеђхаза | - Кецел - Кишкереш - Кишкунмајша - Кишкунфелеђхаза - Кишкунхалаш - Кунсентмиклош - Лајошмиже | - Мељкут - Сабадсалаш - Тисакечке - Томпа - Хајош - Шолт - Шолтвадкерт |  |

### Села
| - Агашеђхаза ; - Акасто ; - Апоштаг ; - Бачбокод ; - Бачборшод ; - Бачсентђерђ ; - Бачселеш ; - Балосег ; - Балотасалаш ; - Батмоноштор ; - Баћа ; - Боча ; - Борота ; - Бугац ; - Бугацпустахаза ; - Варошфелд ; - Вашкут ; - Гара ; - Гатер ; - Гедерлак ; - Давод ; - Драгсел ; - Дунаеђхаза ; - Дунафалва ; - Дунапатај ; | - Дунасентбенедек ; - Дунатететлен ; - Душнок ; - Ершекчанад ; - Ершекхалма ; - Жана ; - Имрехеђ ; - Јакабсалаш ; - Јассентласло ; - Кашканћу ; - Каћмар ; - Келебија ; - Келешхалом ; - Кишсалаш ; - Кемпец ; - Кунадач ; - Кунбаја ; - Кунбарач ; - Кунфехерто ; - Кунпесер ; - Кунсалаш ; - Ладањбене ; - Лакителек ; - Мадараш ; - Матетелке ; | - Мишке ; - Морицгат ; - Нађбарачка ; - Намешнадудвар ; - Њарлеринц ; - Ордаш ; - Орговањ ; - Ерегчерте ; - Пахи ; - Палмоноштора ; - Петефисалаш ; - Пирто ; - Рем ; - Сакмар ; - Салксентмартон ; - Санк ; - Сенткираљ ; - Серемле ; - Табди ; - Таш ; - Татахаза ; - Тазлар ; - Тисаалпар ; - Тисауг ; | - Усод ; - Ујшолт ; - Ујтелек ; - Фајс ; - Фелшелајош ; - Фелшесентиван ; - Фокте ; - Филепхаза ; - Филепјакаб ; - Филепсалаш ; - Харкакетењ ; - Харта ; - Хелвеција ; - Сантово ; - Хомокмеђ ; - Часартелтеш ; - Чатаља ; - Чавољ ; - Ченгед ; - Чикерија ; - Чољошпалош ; - Шолтсентимре ; - Шикешд ; |

 означене општине су „велика“ села.